# Gótico carpintero

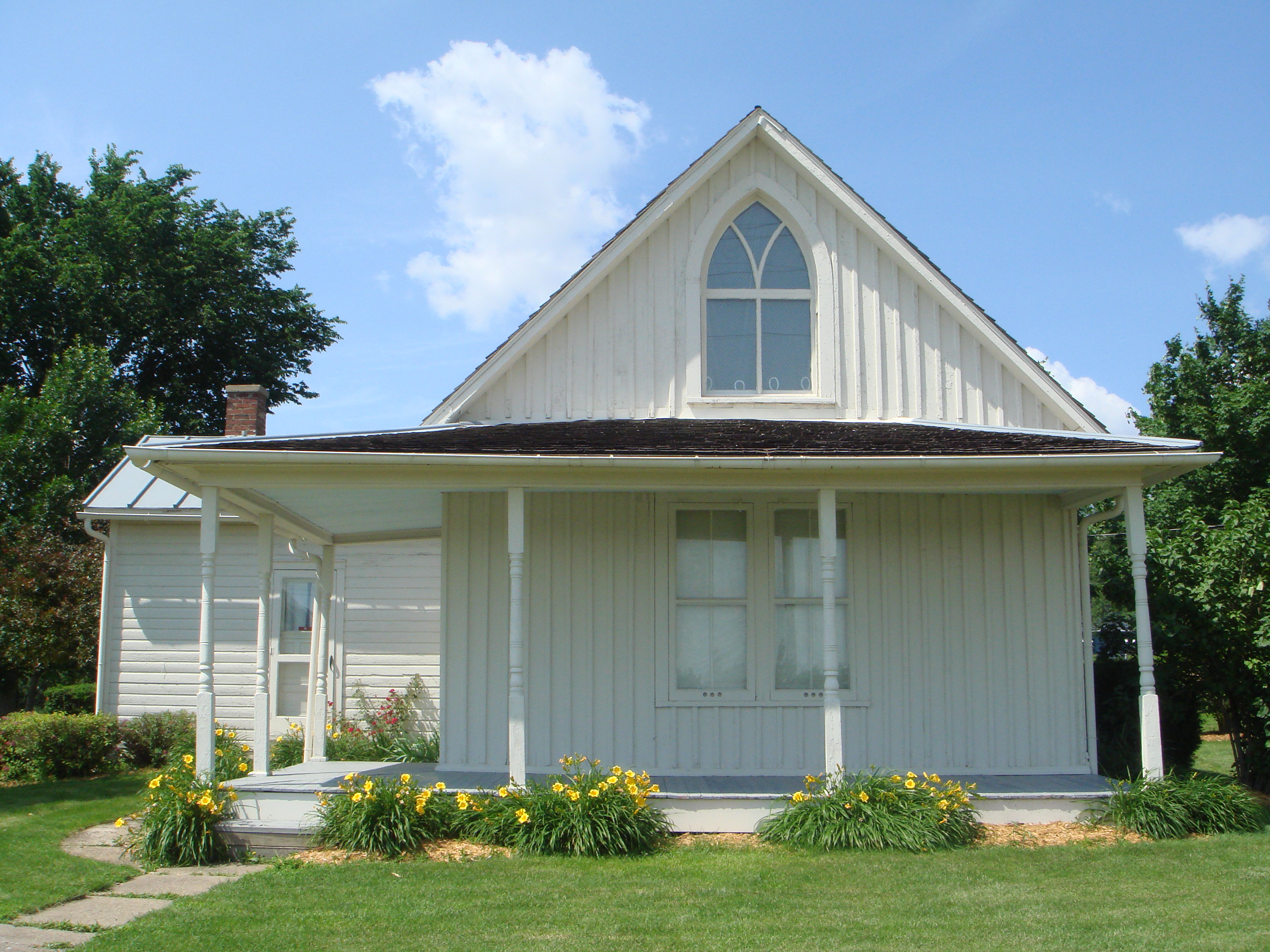
American Gothic House (1881–1882) en Eldon, Iowa es el más grande icono del estilo gótico carpintero.

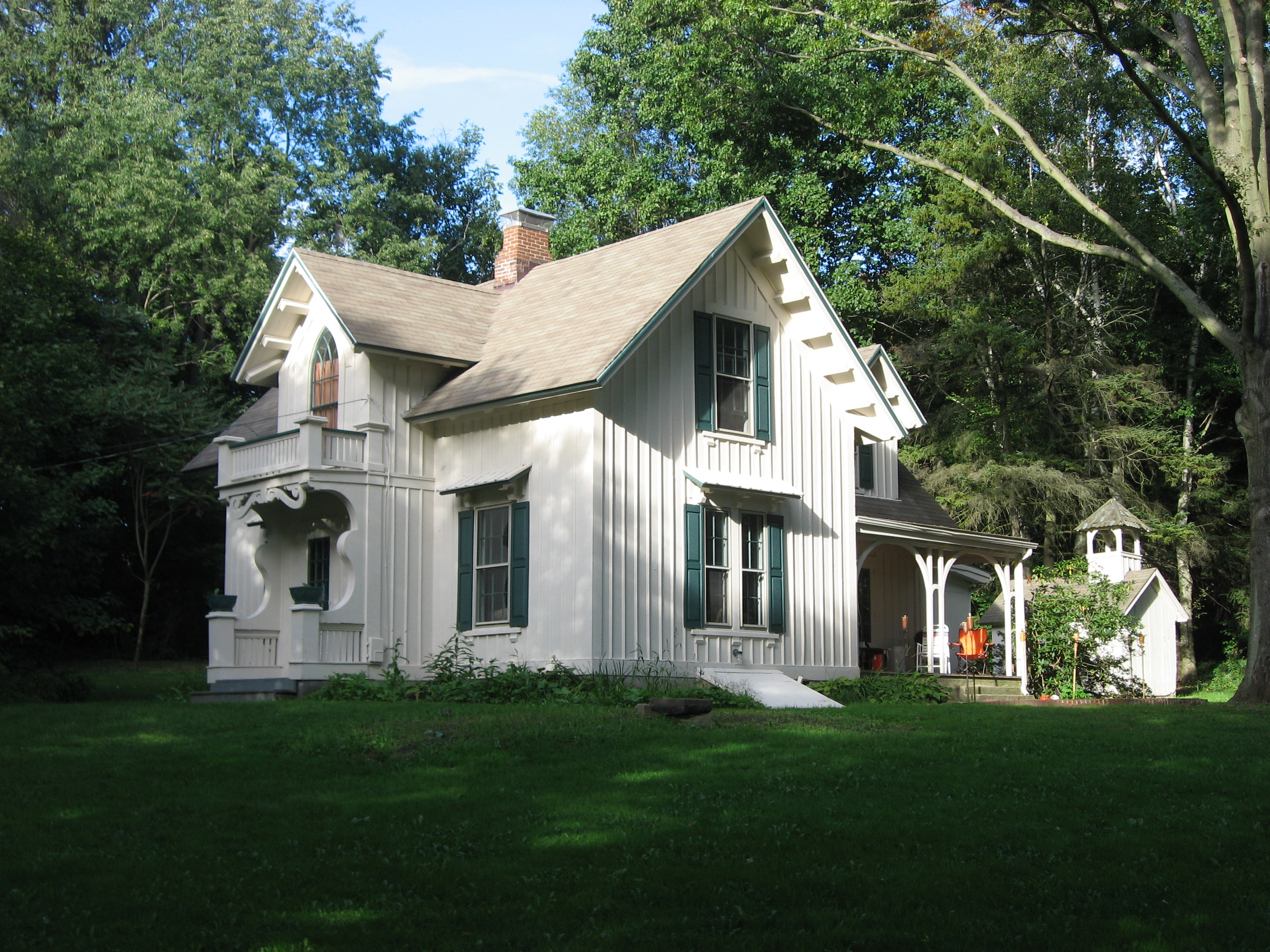
Casa de Aaron Ferrey en Kent, Ohio.

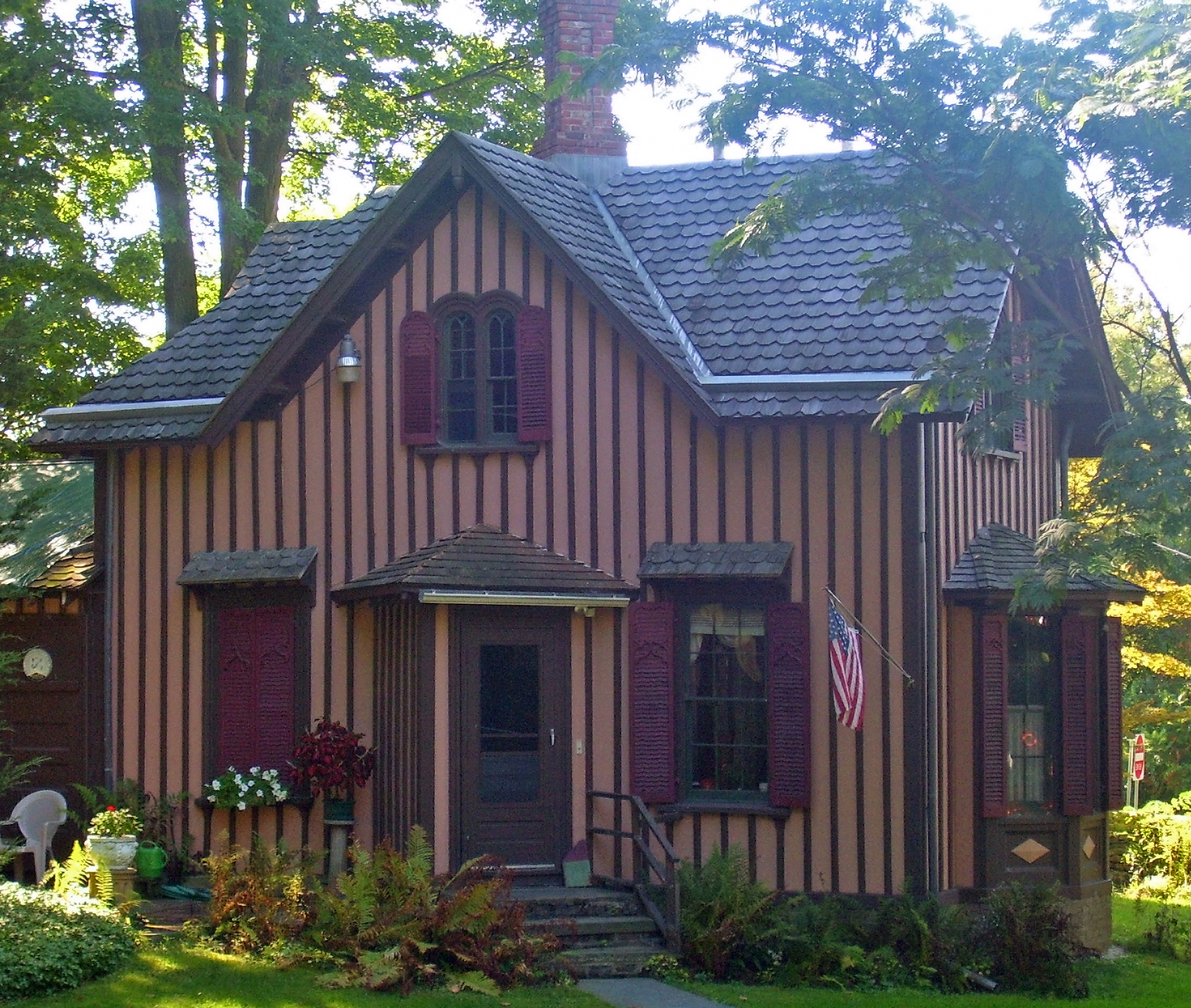
Springside en Poughkeepsie, Nueva York.

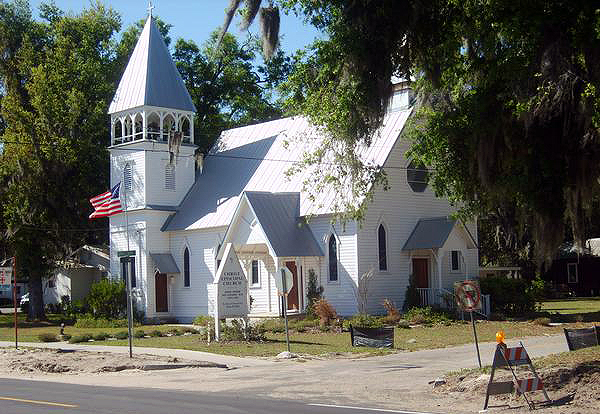
Iglesia de Cristo en Fort Meade, Florida.

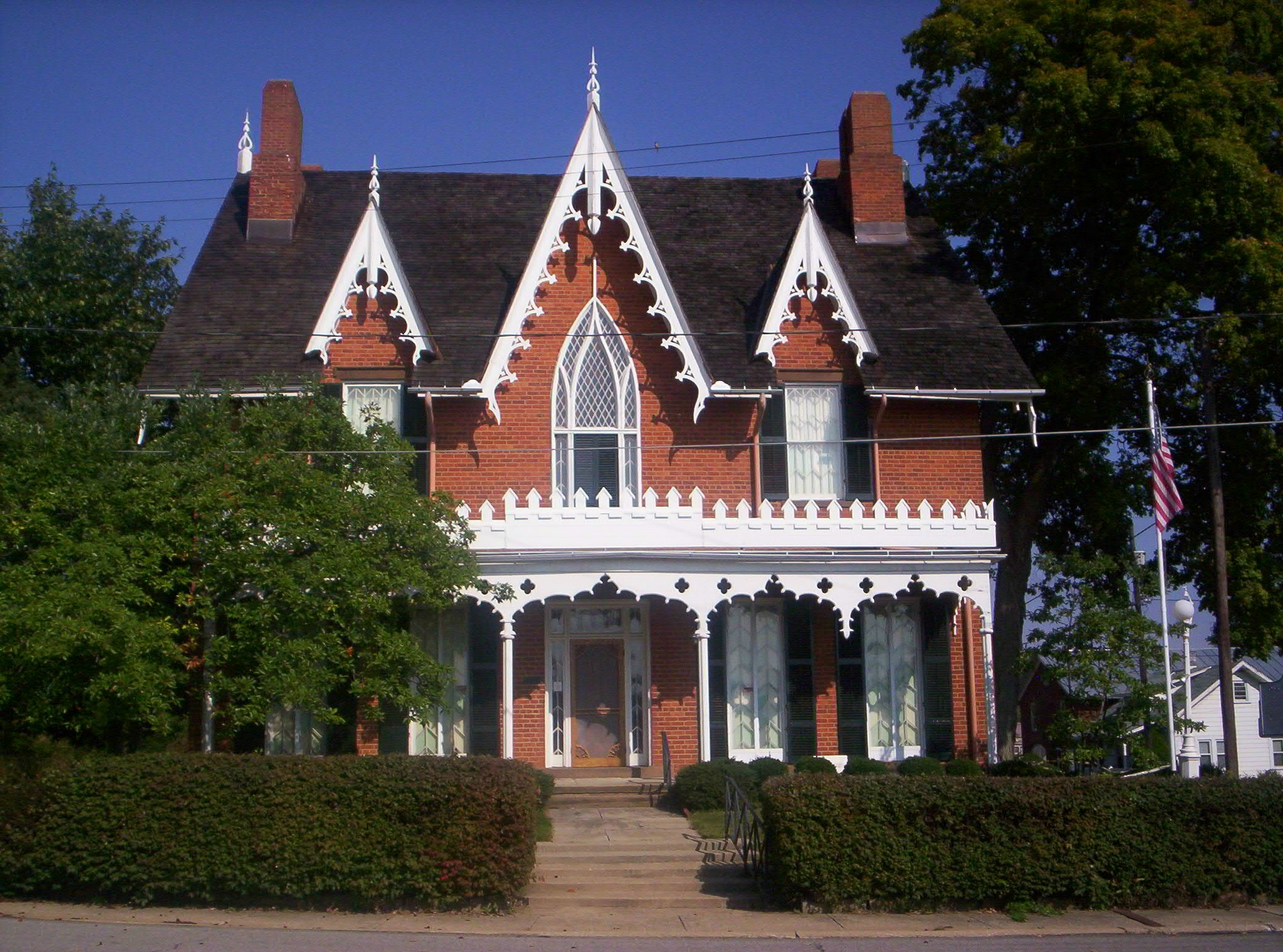
Oak Hill Cottage en Mansfield, Ohio. Se aprecian las molduras góticas de carpintero en una casa de ladrillos a la manera de las residencias rurales de A.J Davis.

Gótico Carpintero, también llamado a veces Gótico de carpintero o Gótico rural, es una designación al estilo arquitectónico estadounidense para una aplicación de detalles arquitectónicos de la arquitectura neogótica y pintoresco aplicadas a estructuras de madera construidas por carpinteros. La abundancia de madera y las arquitecturas vernáculas construidas por carpinteros basadas en ella hicieron de una pintoresca improvisación sobre el gótico una evolución natural. El estilo Gótico Carpintero improvisa sobre elementos tallados en piedra de la auténtica arquitectura gótica, ya sean originales o en estilos de renacimiento más eruditos; sin embargo, en ausencia de la influencia restrictiva de las estructuras góticas genuinas, el estilo se liberó para improvisar y enfatizar el encanto y la singularidad en lugar de la fidelidad a los modelos recibidos. El género recibió su impulso gracia a la publicación de Alexander Jackson Davis, Rural Residences y a los planos detallados y elevaciones de las publicaciones de Andrew Jackson Downing.

## Historia
Las casas góticas de carpintero y las iglesias pequeñas se hicieron comunes en Estados Unidos a fines del siglo XIX. Estas estructuras adaptaron elementos góticos como arcos apuntados, frontones empinados y torres a la construcción tradicional estadounidense de marcos ligeros. La invención de la sierra de marquetería y las molduras de madera producidas en serie permitió que algunas de estas estructuras imitaran la florida fenestración del gótico alto. Pero en la mayoría de los casos, los edificios góticos de Carpintero eran relativamente sin adornos, conservando solo los elementos básicos de ventanas de arco apuntado y frontones empinados. Probablemente el ejemplo más conocido del Gótico Carpintero es la casa en Eldon, Iowa que Grant Wood utilizó como fondo de su famoso cuadro Gótico estadounidense.

## Características
El Gótico Carpintero se limita en gran parte a pequeños edificios domésticos y pequeñas iglesias. Se caracteriza por su profusión de detalles de sierra caladora, cuyos artesanos-diseñadores fueron liberados para experimentar con formas elaboradas con la invención de la sierra de calar a vapor. Una característica común pero no necesaria es el revestimiento de tablas y listones. Otras características comunes incluyen tapacanes decorativos, molduras de pan de jengibre, ventanas de arco puntiagudos, rosetones, verandas y hastiales. Una característica menos común son los contrafuertes, especialmente en iglesias y casas más grandes.

### Uso ornamental
La ornamentación gótica de carpintero, conocida como pan de jengibre, no se limita a su uso en estructuras de madera, sino que se ha utilizado con éxito en otras estructuras, especialmente en casas de ladrillo del neogótico, como Warren House en el distrito histórico en Newburgh, Nueva York que se dice que personifica el trabajo de Andrew Jackson Downing, pero en realidad fue realizado por su antiguo socio, Calvert Vaux.

## Extensión geográfica
Las estructuras góticas de carpintero se encuentran típicamente en la mayoría de los estados de los Estados Unidos, principalmente en el noreste y medio oeste. Muchas casas de estilo Gótico Carpintero se construyeron en Nevada en la década de 1860-1870 (áreas de Virginia City, Reno, Carson City y Carson Valley) y todavía existen (2010). En Canadá, el Gótico Carpintero en casas parecen estar limitadas a las provincias de Ontario, Quebec y las provincias marítimas.

## Edificios góticos carpintero en peligro de extinción
Muchas estructuras góticas de carpintero estadounidense están incluidas en el Registro Nacional de Lugares Históricos, lo que puede ayudar a garantizar su preservación. Sin embargo, muchos no figuran en la lista y los que se encuentran en áreas urbanas están en peligro por el aumento del valor de la tierra que ocupan.
Un ejemplo actual de esto es la Iglesia Episcopal de San Salvador en Maspeth, Nueva York, construida en 1847 por Richard Upjohn. Se vendió a un desarrollador en 2006. Su rectoría ya había sido demolida y un acuerdo con la Ciudad de Nueva York para preservar la iglesia a cambio de una mayor densidad en el terreno baldío restante fracasó y la parcela salió al mercado por $10 millones.
Después de una serie de aplazamientos, en marzo de 2008, pocas horas antes de la fecha límite para demoler la iglesia, se llegó a un acuerdo con un grupo de la comunidad local, mediante el cual se les dio tiempo para recaudar dinero para mover la estructura. A un costo de unos $2 millones, el edificio fue reducido a su apariencia original y desmantelado en pedazos, para que pudiera ser transportado por las estrechas y sinuosas calles del vecindario. Fue reconstruido en los terrenos de un cementerio en el vecindario cercano de Middle Village, donde ahora se utiliza para actividades comunitarias.

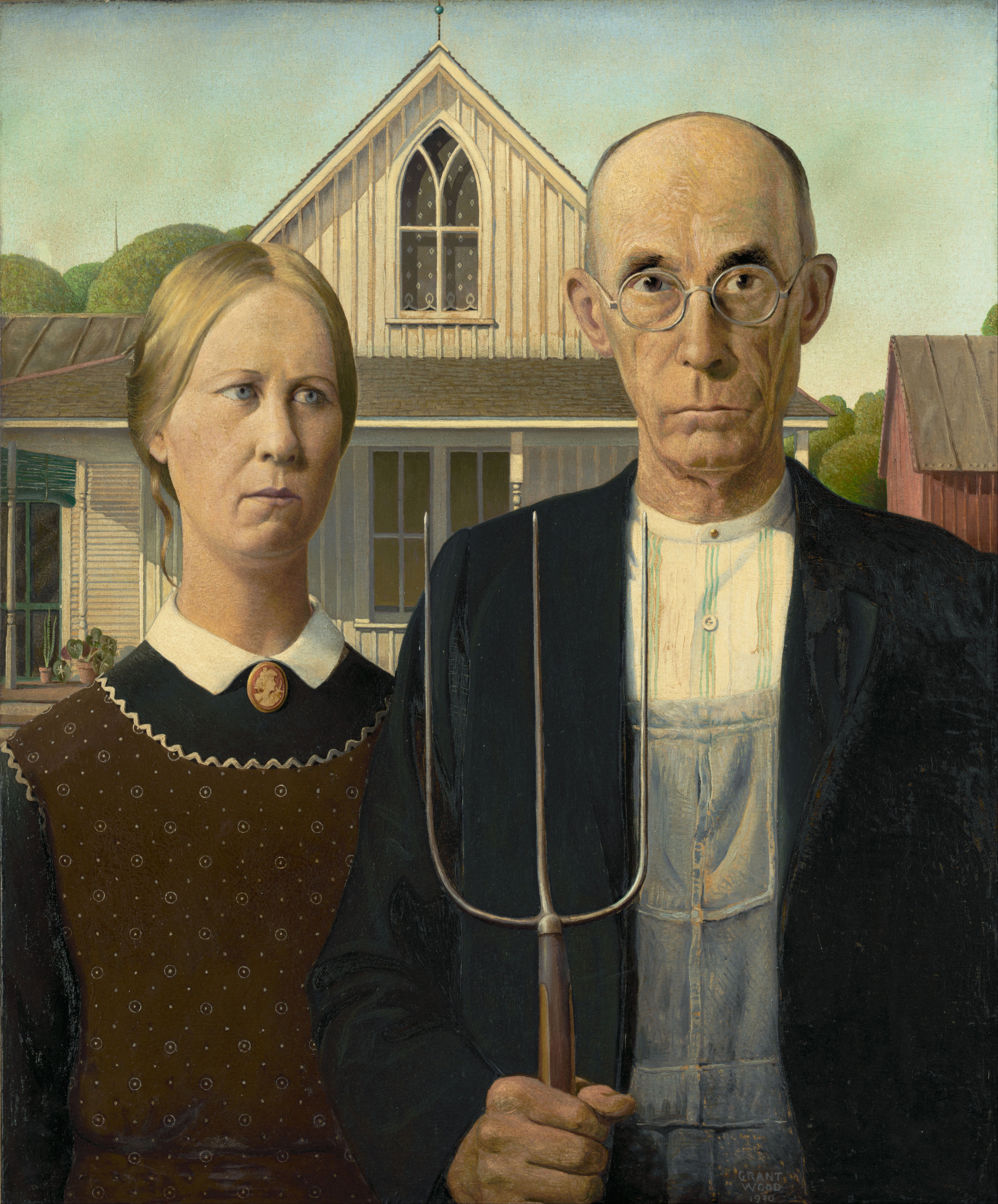
Grant Wood, Gótico estadounidense (1930), en el Instituto de Arte de Chicago.

## "Gótico estadounidense"
"Gótico estadounidense" es una pintura de Grant Wood de 1930. La inspiración de Wood provino de una casa diseñada en estilo Gótico Carpintero con una ventana superior distintiva y la decisión del artista de pintar la casa junto con "el tipo de personas que me gustaría que vivieran en esa casa".

## Barco de vapor gótico
La arquitectura Steamboat Gothic, un término popularizado por la novela de Frances Parkinson Keyes de ese nombre,  veces se confunde con la arquitectura Gótica de Carpintero, pero Steamboat Gothic generalmente se refiere a casas grandes en los valles de los ríos Mississippi y Ohio que fueron diseñado para parecerse a los barcos  de vapor en esos ríos.

## Uso actual
Las estructuras góticas de carpintero todavía se están construyendo hoy. La iglesia de St. Luke en Blue Ridge, Georgia fue construida en 1995, y los planos de la casa gótica de carpintero están disponibles.

## Fuera de Estados Unidos

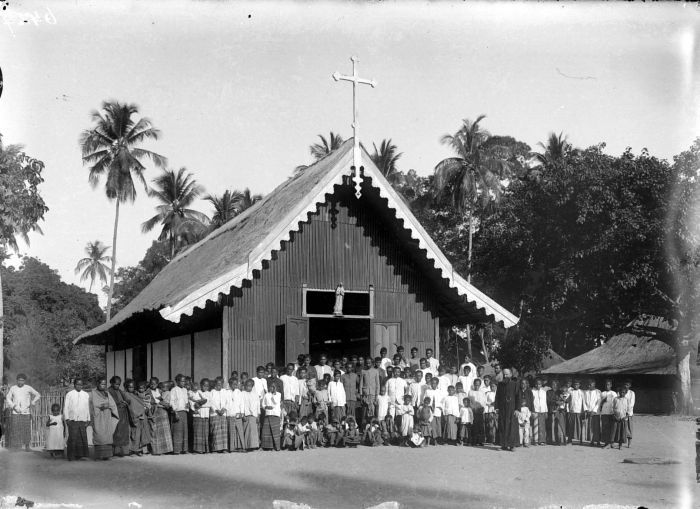
Iglesia católica local de Konga, en la Isla de Flores, Indonesia, terminada en 1915.
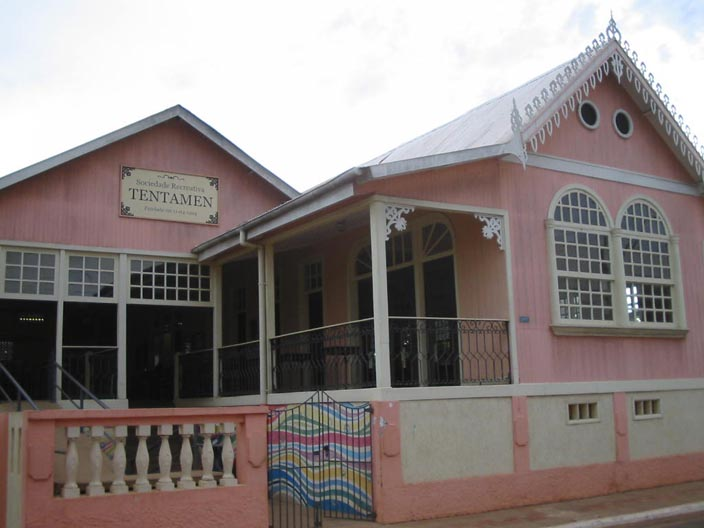
Centro recreativo de Río Branco, Brasil, construido en 1924.
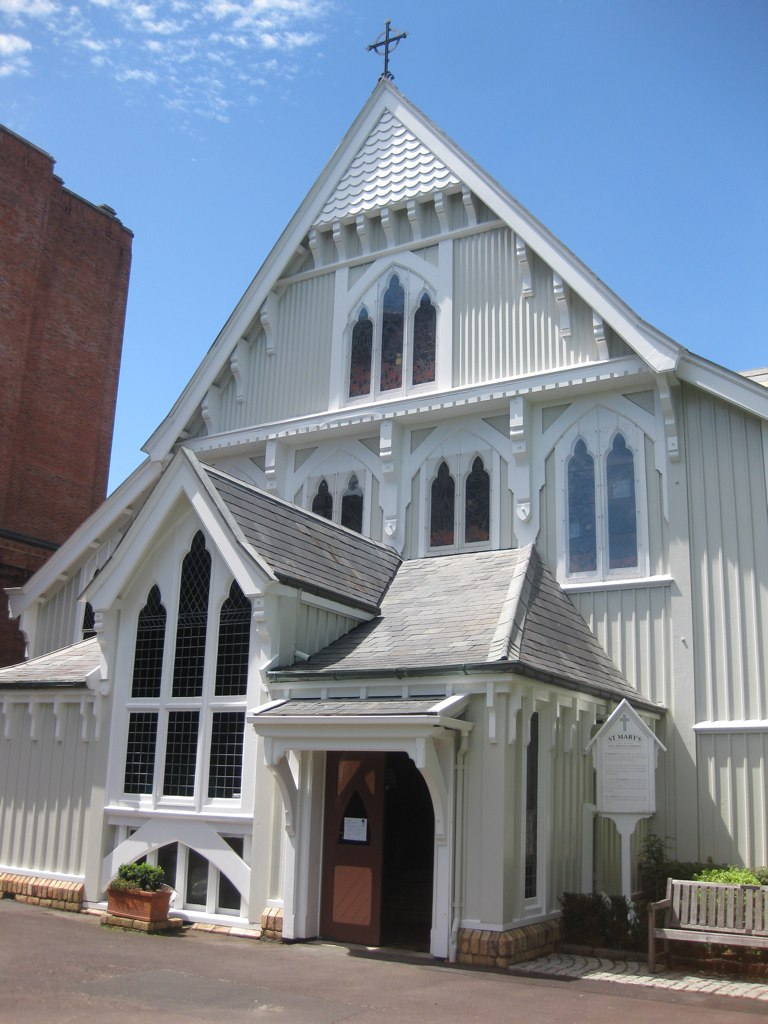
Catedral de Santa María en Auckland, Nueva Zelanda, terminada en 1898.
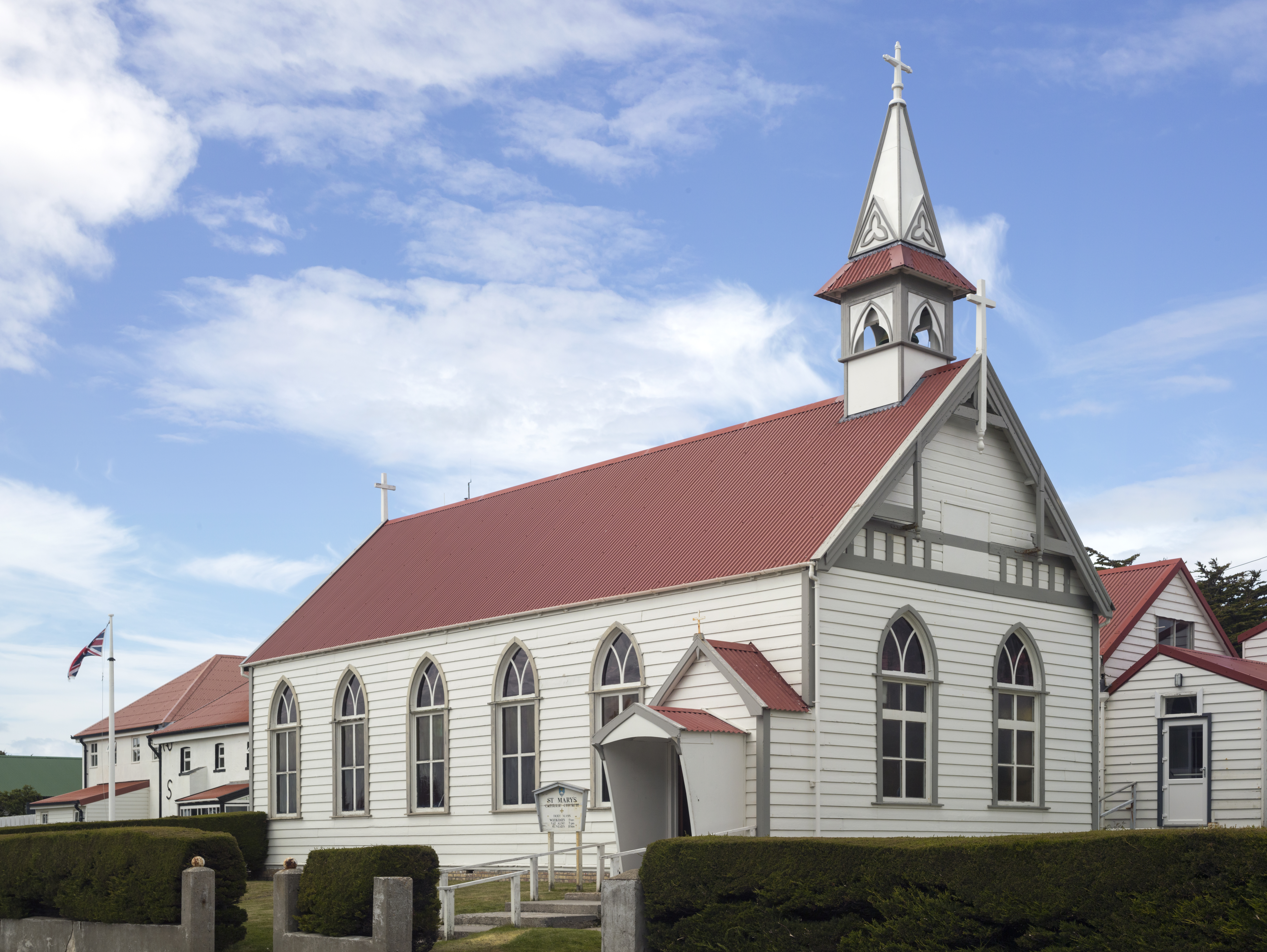
Iglesia de Santa María en Stanley, construida en 1899.

Muchas estructuras de madera neogóticas del siglo XIX se construyeron en Australia, y en Nueva Zelanda, como Old St. Paul's de Frederick Thatcher en Wellington y la Catedral de la Santísima Trinidad de Benjamin Mountfort en Auckland, pero el término "Gótico Carpintero" no se utiliza con frecuencia, y muchos de sus arquitectos también construyen en piedra.